# 舞鶴由良川大橋

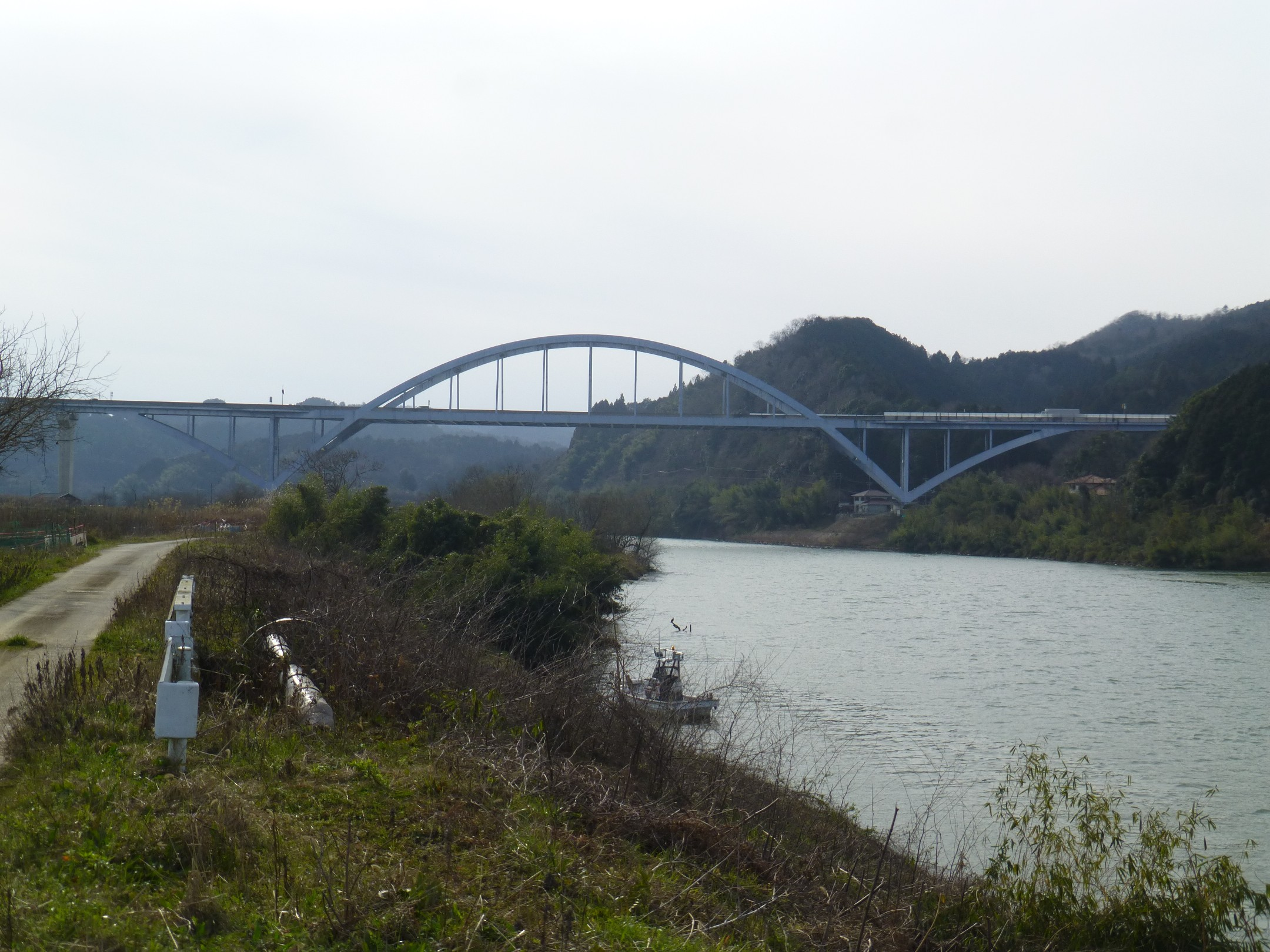
舞鶴由良川大橋アーチ部、由良川の上に架かる

舞鶴由良川大橋（まいづるゆらがわおおはし）は、京都府舞鶴市字桑飼上から字地頭にかけて由良川に架かり、京都縦貫自動車道（綾部宮津道路）の綾部ジャンクション - 由良川パーキングエリア間に所在する全長740メートルの道路橋である。5径間連続鋼箱桁橋と3径間連続鋼中路式アーチ橋と2径間連続鋼箱桁橋が連続する構造で、それぞれの長さは320メートル、330メートル、90メートルである。由良川を跨ぐアーチ主径間の支間長は200メートル、アーチライズは49.5メートルに達する。

## 建設の背景
京都縦貫自動車道は、京都府の縦貫高速交通軸を形成する、京都市と宮津市を結ぶ全長約100キロメートルの高規格幹線道路である。このうち京都市から綾部市までの区間は建設省と日本道路公団の手によって建設されたが、綾部市から宮津市までの25.1キロメートルは京都府および京都府道路公社の担当とされ、この綾部宮津道路のために1990年(平成2年）3月1日に京都府道路公社が発足した。
綾部宮津道路のうち、綾部ジャンクションから舞鶴大江インターチェンジまでの区間は南区間として1990年（平成2年）12月に有料道路事業許可を受け、1993年（平成5年）1月から本線工事に着手、5月24日に起工式を挙行した。舞鶴由良川大橋はこの南区間に含まれる橋である。建設時の仮称は舞鶴2号橋であった。

## 設計
架設現場付近では、古生代二畳紀の堆積岩とされる下見層群と、夜久野貫入岩類と呼ばれる火成岩類（主に輝緑岩と圧砕花崗岩）を基盤岩とし、その上を洪積層に属する段丘堆積物が密に締まった砂礫層として覆い、由良川の堆積物である沖積層のシルトがその上に厚く堆積している。
渡河地点付近の由良川は暫定改修断面であり、低水路部を溢水して周辺の田畑を冠水させる洪水がしばしば発生していた。このため低水路部に橋脚を設置しないことを条件として橋梁形式の検討を行い、以下の4案が比較された。
1. 5径間連続鋼箱桁+3径間連続中路式アーチ+2径間連続鋼箱桁
2. 6径間連続鋼箱桁+鋼ニールセンローゼ+3径間連続鋼箱桁
3. 5径間連続鋼箱桁+3径間連続上路式アーチ+2径間連続鋼箱桁
4. 4径間連続鋼箱桁+5径間連続鋼V脚ラーメン

このうち、構造的に曲線線形への対応が可能で、経済性と景観性の観点から、第1案が選択された。第1案は、4案の中で経済性と景観性が特に優れると評価された案となっている。

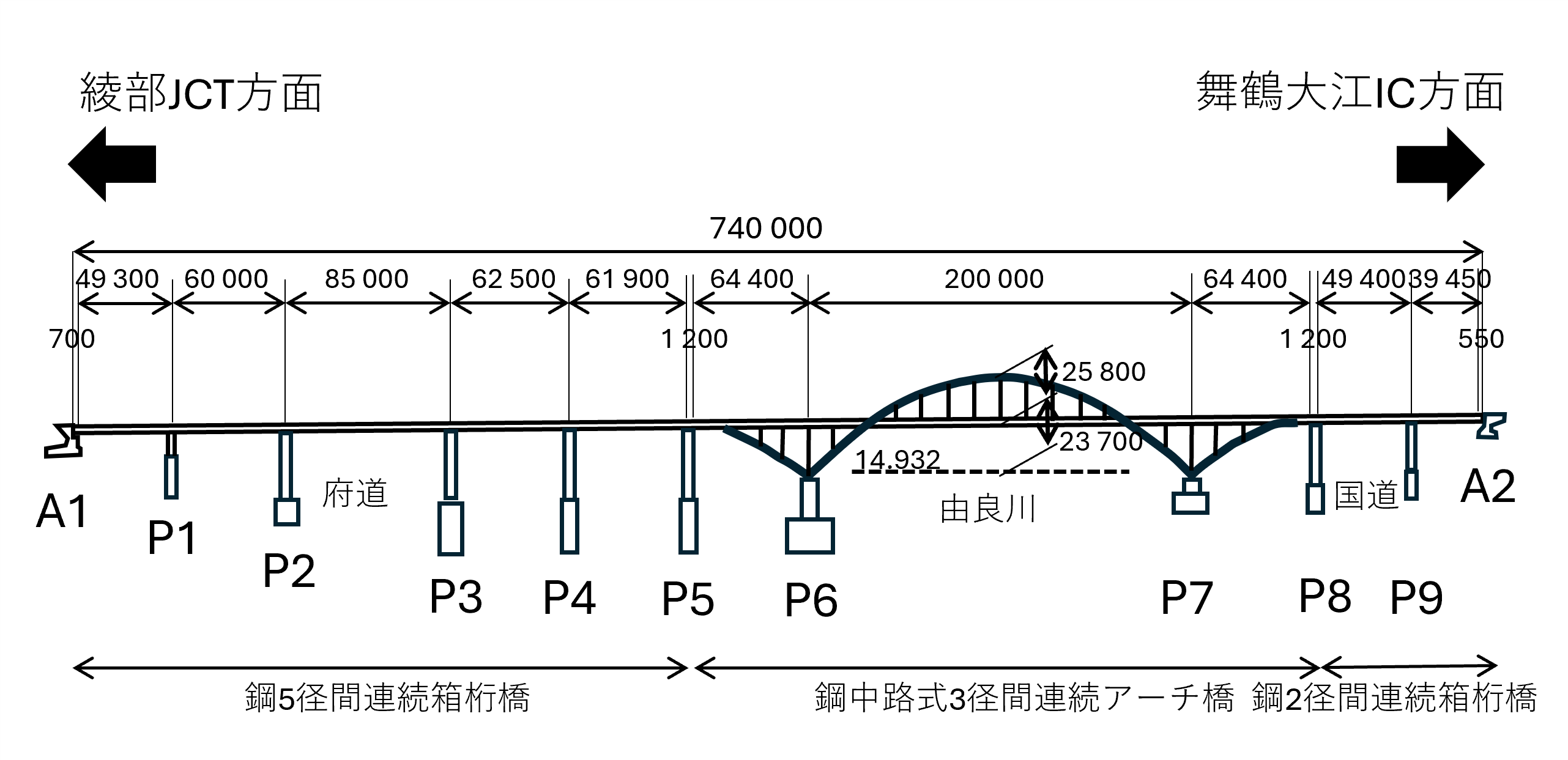
舞鶴由良川大橋のスケルトン図

地質、構造特性、施工性、経済性などを考慮し、両側の橋台については直接基礎とし、斜面上に設置される第1、第9橋脚については深礎杭基礎、軟弱地盤上に設置される第2から第8の橋脚については荷重に対する信頼性が高いニューマチックケーソン基礎を採用した。このうちアーチの基礎となる第6、第7橋脚については、形状が大きく河川保全区域内でもあるため、ピアケーソン形式とした。
一方上部構造については、架橋地点において半径1,000メートルの曲線となる平面線形であり、アーチ部に曲線があることから、アーチと補剛桁の交差部において主構が折れた構造にした世界でも類を見ないバランスドアーチ橋となった。主構は2主構で、アーチはバスケットハンドル型ローゼ形式で頂点での主構間隔は15メートルとなっている。
補剛桁とアーチリブの交差部において折れた構造となっており、中間支点はアーチリブ、支柱、下横支材、対傾構が交わる構造であるため、複雑な力が働く。そこで立体有限要素法 (FEM) による解析を実施し、応力が許容値を超過していると判断された部材には補強が実施された。さらに製作においても精度が重要なポイントになることから、3次元計測機による精度管理を実施するなどした。設計詳細図の作成においても3次元CADなしには実現困難で、現代のコンピューター化によって実現された橋となった。

## 建設
右岸側5基、左岸側2基の計7基のニューマチックケーソン基礎を同時施工した。事前に地質調査、ボーリング、貫入試験、物理試験、透水試験、透気試験、簡易ガス測定、土壌分析などを実施し、その結果に応じて橋脚ごとに地盤改良やケーソン設計の修正などを実施した。1993年（平成5年）11月に地盤改良に着手し、1995年（平成7年）1月12日にケーソン沈下を完了し、ケーソン沈下清め式が実施された。
アーチ橋部分の側径間はクローラークレーン・ベント工法で、中央径間は河川内に設けた桟橋からベントを組み立てた、トラベラクレーン・ベント工法で組み立てた。側径間部は3本のベントを建てて、まずアーチリブを150トン吊りクローラークレーンを用いて架設し、続いて補剛桁を架設した。中央径間は、アーチリブと補剛桁の交差部までを150トン吊りクローラークレーンと360トン吊りトラッククレーンを使用して架設した。その後、河川内に仮桟橋を設置して、そこにベントを建てて、第6橋脚・第7橋脚上に組み立てたトラベラクレーンを使って両側から中央へ向かって補剛桁を架設していった。最後にトラベラクレーンを使って第7橋脚側から第6橋脚側へ向かって、床組上に設置したベントを使って順次架設して第6橋脚側で閉合した。架設工事中には、日本海側特有の気象条件により風雪によって工事の中断を余儀なくされることもあった。1996年（平成8年）6月5日に舞鶴由良川大橋の閉合式が実施された。

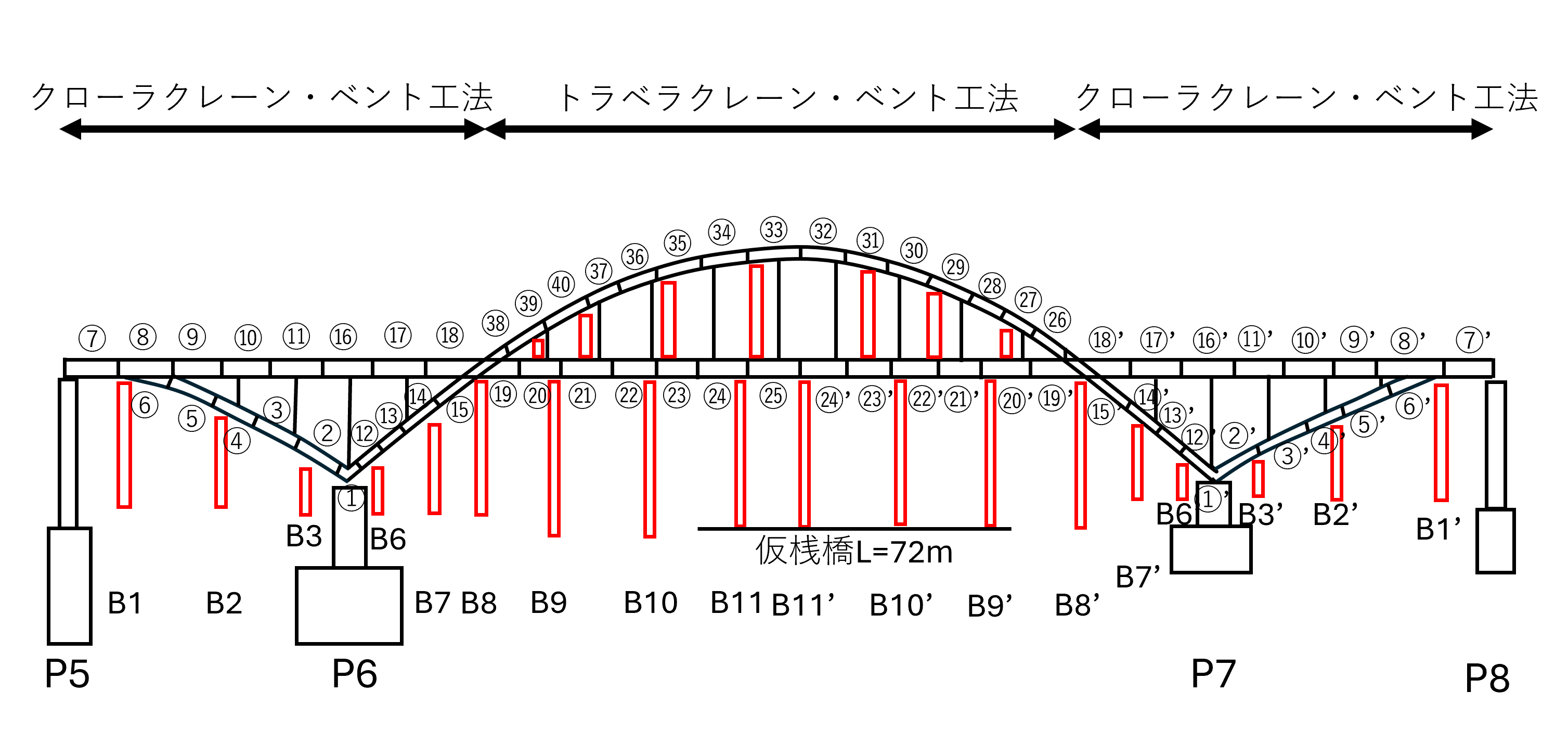
舞鶴由良川大橋のアーチ橋部の組み立て順序図、丸数字が組み立て順序を示し、プライムがついている丸数字は図の右側から組み立てた、赤い柱は仮設の柱（ベント）

## 開通とその後

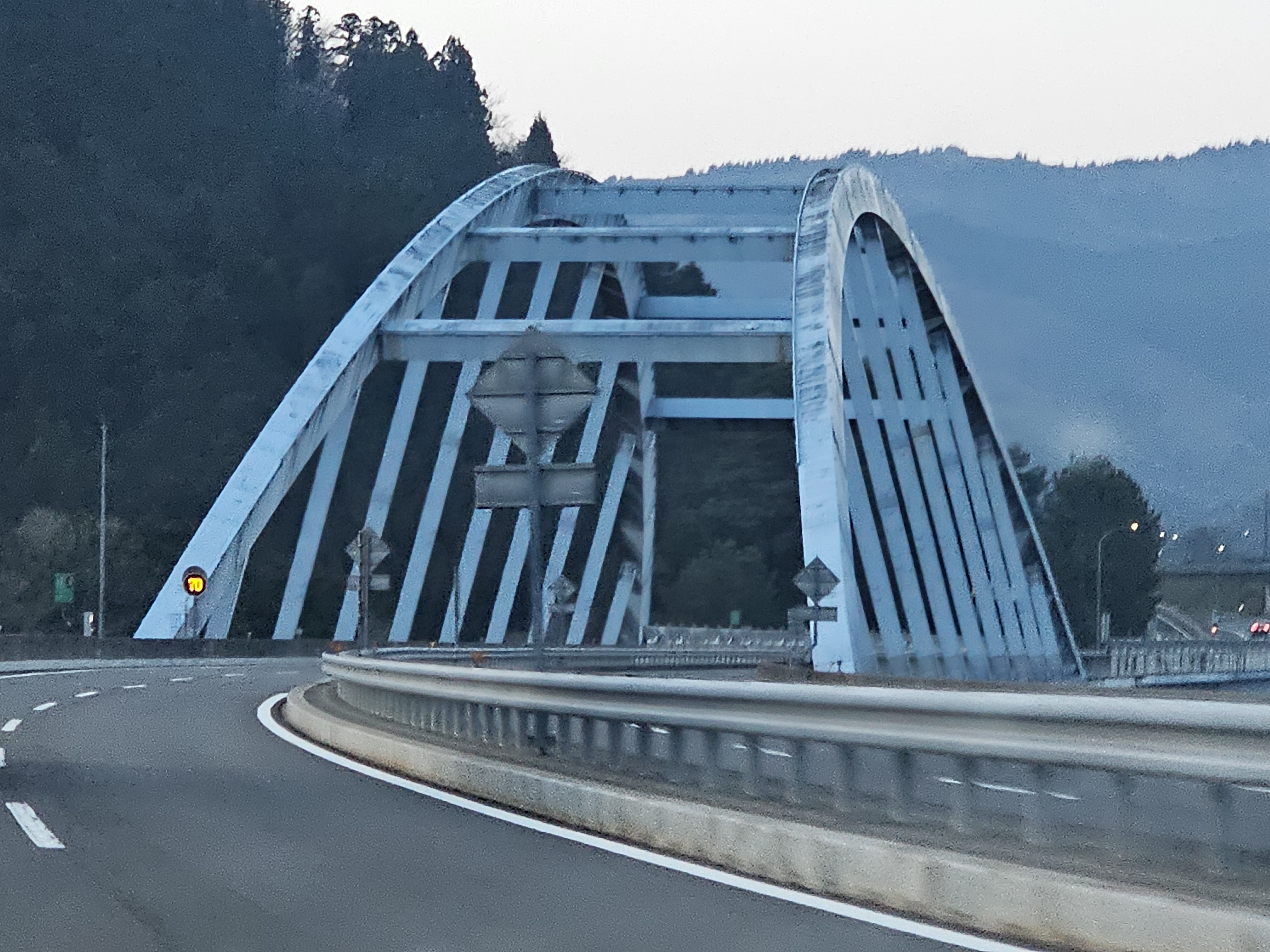
橋上（京都縦貫自動車道）

1998年（平成10年）3月8日、南区間の開通とともに供用を開始した。
京都縦貫自動車道の丹波インターチェンジより北の区間を京都府道路公社が管理してきたが、高速道路料金の統一化を図り利用者の利便性向上をめざす取り組みとして、全区間が西日本高速道路（NEXCO西日本）に2023年（令和5年）4月1日から移管された。